# Luce (maskot)
Luce (z italského Luce – „světlo“) je oficiálním maskotem Jubilea 2025. Navrhl ho zakladatel společnosti Tokidoki Simone Legno a zobrazuje katolickou poutnici. Luce má psa jménem Santino a přátele jménem Fe, Xin a Sky. Design Luce a jejích přátel byl přirovnáván k postavičkám z anime.

## Vytvoření a vývoj
Luce má modré vlasy a nosí žlutou pláštěnku, která připomíná vlajku Vatikánu a symbolizuje „cestu bouřemi života“. Nosí poutnickou hůl, která představuje „pouť k věčnosti“, a má boty potřísněné blátem, které odkazují na „dlouhou a obtížnou cestu“. V jeho očích se odráží světlo ve tvaru mušle, což je tradiční symbol katolické pouti, a jsou popisovány jako „symbol naděje srdce“. Na krku nosí také růženec.
Autor Simone Legno doufá, že „Luce může reprezentovat pocity, které rezonují v srdcích mladé generace“.

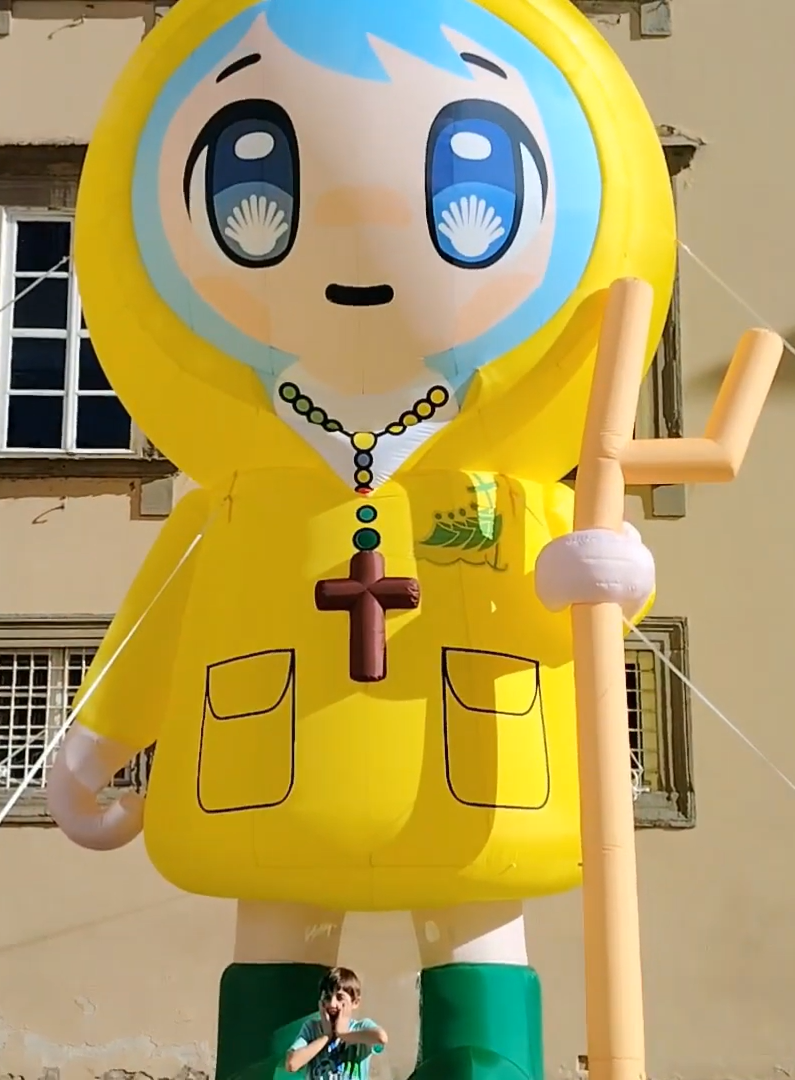
Nafukovací Luce na výstavě Lucca Comics & Games v roce 2024

## Historie
Luce představil arcibiskup Rino Fisichella z Dikasteria pro evangelizaci 28. října 2024 s tím, že ji inspirovala touha katolické církve „žít v popkultuře, kterou tak milují naši mladí lidé“. Luce je zástupcem Svatého stolce na veletrhu komiksů a her v Lucce v roce 2024, což je také poprvé, kdy se Vatikán oficiálně účastní komiksového veletrhu. Velká nafukovací Luce na veletrhu se stala oblíbeným místem pro selfie. Luce bude Svatý stolec reprezentovat také na Expo 2025 v japonské Ósace.

## Přijetí
Po zveřejnění Luce se na internetu objevilo několik internetových memů a fan artů s její tematikou.
Několik uživatelů sociálních sítí, například Twitteru, si dělalo legraci z designu postavy a z toho, že se katolická církev rozhodla použít anime styl, a přirovnávali design maskota k Ai Ohto, hlavní hrdince seriálu Wonder Egg Priority, a Rei Ayanami z Neon Genesis Evangelion. Emanuela Vietina, šéfka Lucca Comics & Games, poukázala na podobnost s Arale Norimaki z Dr. Slump.
Luce se setkala se smíšenými reakcemi ze strany online katolíků. Zatímco mnozí z nich maskota schvalovali, někteří tradicionalističtí katolíci ho kritizovali a označovali ho za „příliš moderního a hloupého“, aby je reprezentoval. Také podle tradicionalistů se Luce „příliš podobá“ aktivistce Gretě Thunbergové. Někteří kritizovali pestrobarevný růženec a tvrdili, že připomíná vlajku LGBT; použité barvy však odpovídají barvám růžence, který vytvořil Fulton John Sheen. Komiksový scenárista a redaktor Dylan Dog Roberto Recchioni vyjádřil uznání designu postavičky. 
Ken Iikura-Gross z Anime News Network přirovnal použití anime maskota katolickou církví ke Cristo Compagnone z filmu Dogma. Ve filmu je Cristo Compagnone reklamní předělávkou Ježíše Krista, která má přilákat mladé lidi. Kevin Smith, režisér filmu Dogma, řekl, že „Cristo Compagnone mrkal, aby se Luce mohly rozšířit (oči)“.